# Провінції Шрі-Ланки
Провінція Шрі-Ланки (синг. පළාත, трансліт. Paḷāta; там. மாகாணம், трансліт. Mākāṇam) — адміністративна одиниця першого рівня. Вони були вперше створені британськими правителями Цейлону в 1833 році. Протягом наступного сторіччя більшість адміністративних функцій було перенесено на округи — адміністративний поділ другого рівня. До середини ХХ століття провінції стали просто церемоніальними. Це змінилося в 1987 році, коли, після кількох десятиріч зростаючого попиту на децентралізацію, в 13-й поправці до Конституції Шрі-Ланки 1978 року було створено провінційні ради. В даний час існує дев'ять провінцій.

## Історія

### Британський Цейлон
Після того, як британці завоювали весь острів Цейлон у 1815 р., він був розділений на три етнічні адміністративні структури: низькорівневі сингальські, канд'янські сингальські та тамільські. У 1829 році британці заснували Комісію Коулбрука-Камерона для огляду колоніального уряду Цейлону, включаючи його адміністративні структури. Комісія рекомендувала об'єднати існуючі три етнічні адміністрації в єдину адміністрацію, розділену на п'ять географічних провінцій. Відповідно, 1 жовтня 1833 р. утворилося п'ять провінцій під однією адміністрацією:
- Центральна провінція — що складається з центральних провінцій Кандаю.
- Східна провінція — що складається з морських округів Баттікалоа і Тринкомалі, а також провінцій Кандіан Бінтенна і Таманкадува.
- Північна провінція — що складається з морських округів Джафни, Маннара і Ванні, а також провінції Канд'ян Нувара Калавія.
- Південна провінція — складається з морських округів Галле, Хамбантота, Матара і Тангале, а також провінції Кандіан Нижня Ува, Сафрангам і Веласса.
- Західна провінція — що складається з морських округів Коломбо, Чилау та Путталама, а також провінцій Кандюні Три Коралеса, Чотирьох Коралів, Сім Коралес і Нижнього Булатгами.

Протягом наступних п'ятдесяти років було створено ще чотири провінції, загальна кількість яких становила дев'ять:
- Північно-західна провінція була створена в 1845 році з півночі Західної провінції (округи Чила, Путталам і сім коралів).[8]
- Північно-центральна провінція була створена в 1873 році з півдня Північної провінції (округ Нувара Калавія) та сходу північно-західної провінції (район Таманкадува).[9]
- Провінція Ува була створена в 1886 р. з частин Центральної провінції, Східної провінції (округ Бінтенна) та Південної провінції (округ Веласса).[9]
- Провінція Сабарагамува була створена у 1889 році.[10]

### Шрі-Ланка

Недовго проіснувала північно-східна провінція

Кількість провінцій залишалася такою до вересня 1988 року, коли відповідно до Індо-Ланкійської угоди президент Джейєрден видав прокламації, що дозволило північним та східним провінціям об'єднатися, кероватися однією обраною радою, утворюючи північно-східну провінцію. Прокламації мали лише тимчасову мету, доти, доки в Східній провінції не відбудеться референдум про постійне злиття двох провінцій. Проте референдуму ніколи не було, і послідовні президентства Шрі-Ланки видавали прокламації, які щорічно продовжують життя «тимчасового» суб'єкта. Злиття було проти націоналістів Шрі-Ланки. 14 липня 2006 р., Після тривалої кампанії проти злиття, Спільне представництво подало три окремі клопотання до Верховного суду Шрі-Ланки про надання окремої провінційної ради для Сходу. 16 жовтня 2006 року Верховний суд постановив, що проголоси, видані Президентом Джайєварденом, були недійсними та не мали законної сили. 1 січня 2007 року Північно-Східна провінція була офіційно розділена на Північну і Східну провінції.
В даний час у Шрі-Ланки є дев'ять провінцій, 7 з яких вже мали провінційні ради.
|           |
| 1833–1845 |

|           |
| 1845–1873 |

|           |
| 1873–1886 |

|           |
| 1886–1889 |

|                |
| 1889 – наш час |

## Провінції

### Нинішні
| Провінція                     | На карті                                        | Столиця провінції | Дата заснування | Площа суходолу у км2 (mi2) | Внутрішня площа води у км2 (mi2) | Загальна площа у км2 (mi2) | Населення (2012) | Густота населення на км2 (mi2) |
| ----------------------------- | ----------------------------------------------- | ----------------- | --------------- | -------------------------- | -------------------------------- | -------------------------- | ---------------- | ------------------------------ |
| Центральна провінція          | Area map of Central Province of Sri Lanka       | Канді             | 1822            | 5 575 (2 153)              | 99 (38)                          | 5 674 (2 191)              | 2,571,557        | 461 (1 190)                    |
| Східна провінція              | Area map of Eastern Province of Sri Lanka       | Тринкомалі        | 1822            | 9 361 (3 614)              | 635 (245)                        | 9 996 (3 859)              | 1,555,510        | 166 (430)                      |
| Північно-центральна провінція | Area map of North Central Province of Sri Lanka | Анурадхапура      | 1873            | 9 741 (3 761)              | 731 (282)                        | 10 472 (4 043)             | 1,266,663        | 130 (340)                      |
| Північна провінція            | Area map of Northern Province of Sri Lanka      | Джафна            | 1822            | 8 290 (3 200)              | 594 (229)                        | 8 884 (3 430)              | 1,061,315        | 128 (330)                      |
| Північно-західна провінція    | Area map of North Western Province of Sri Lanka | Курунегала        | 1845            | 7 506 (2 898)              | 382 (147)                        | 7 888 (3 046)              | 2,380,861        | 317 (820)                      |
| Провінція Сабарагамува        | Area map of Sabaragamuwa, Sri Lanka             | Ратнапура         | 1889            | 4 921 (1 900)              | 47 (18)                          | 4 968 (1 918)              | 1,928,655        | 392 (1 020)                    |
| Південна провінція            | Area map of Southern Province of Sri Lanka      | Ґалле             | 1822            | 5 383 (2 078)              | 161 (62)                         | 5 544 (2 141)              | 2,477,285        | 460 (1 200)                    |
| Провінція Ува                 | Area map of Uva, Sri Lanka                      | Бадулла           | 1886            | 8 335 (3 218)              | 165 (64)                         | 8 500 (3 300)              | 1,266,463        | 152 (390)                      |
| Західна провінція             | Area map of Western Province of Sri Lanka       | Коломбо           | 1822            | 3 593 (1 387)              | 91 (35)                          | 3 684 (1 422)              | 5,851,130        | 1 628 (4 220)                  |
| Загалом                       |                                                 |                   |                 | 62 705 (24 211)            | 2 905 (1 122)                    | 65 610 (25 330)            | 20,359,439       | 325 (840)                      |